# Cevo
Cevo (Séf in dialetto camuno) è un comune italiano di 789 abitanti della provincia di Brescia in Lombardia.

## Geografia fisica

### Territorio
Il comune di Cevo sorge in Valsaviore, valle laterale della Valcamonica, in cima al dosso dell'Androla, all'interno del Parco regionale dell'Adamello.

## Storia
Il 5 febbraio 1350 il vescovo di Brescia Bernardo Tricardo investe iure feudi dei diritti di decima nei territori di Cevo il comune (vicinia) e gli uomini di Cevo.
Alla pace di Breno del 31 dicembre 1397 i rappresentanti della comunità di Cevo, Antonio Cucco e il notaio Torello di Domenico, si schierarono sulla sponda ghibellina.
Il 17 settembre 1423 il vescovo di Brescia Francesco Marerio investe iure feudi dei diritti di decima nei territori di Monno, Cevo, Andrista, Grumello, Saviore, Cemmo, Ono, Sonico, Astrio, Malegno, Cortenedolo, Vione, Incudine e Berzo Demo a Bertolino della Torre di Cemmo.
Gregorio Brunelli dice che nel XVII secolo gli abitanti di Cevo erano talmente poveri da emigrare d'inverno presso Soncino o nel Cremonese.
Il 22 aprile 1644 Il paese di Cevo fu quasi completamente incendiato per la caduta di un fulmine.
Nel 1927 il comune di Cevo venne unito a quello di Saviore formando il comune di Valsaviore; i due centri si separarono nuovamente nel 1954.
Dopo l'armistizio di Cassibile dell'8 settembre 1943, il Nord Italia venne aggregato alla Repubblica di Salò.
I giovani delle classi 1923-1925 vennero chiamati alla leva obbligatoria, ma nessuno si presentò. Molti si nascondevano nelle montagne dell'Adamello, nei fienili ad alta quota. Altri aderivano ai gruppi partigiani dell'alta valle. Sopra Cevo Antonino Parisi (Nino), Bartolomeo Cesare Bazzana (il Maestro) e altri ribelli cominciano a organizzare la 54ª Brigata Garibaldi, che inizia a operare attivamente dal gennaio 1944.
A primavera iniziano i primi rastrellamenti al fine di leva da parte della banda fascista Marta, formata da militi della Guardia Nazionale Repubblicana di Milano. Le azioni di questo reparto oltrepassano il compito di repressione antipartigiana sconfinando in realtà nel saccheggio ai danni delle popolazioni, ruberie ai contadini e uccisioni. Il 19 maggio avviene lo sterminio della famiglia Monella (Giovanni, sua moglie Maria Scolari e la figlia Maddalena) e l'assassinio dello scalpellino Francesco Belotti.
Durante il mese di giugno viene catturato Pozuolo Giuseppe Pezzati, comandante repubblichino di Isola; pochi giorni dopo viene attaccata dai partigiani una pattuglia tedesca presso Isola, con il ferimento di un sottufficiale.
Il 1º luglio i garibaldini attaccano la centrale di Isola: lo scontro durò mezz'ora. Due fascisti vennero uccisi e due feriti: il comandante fu fucilato. Tra i partigiani vi furono un morto, Luigi Monella, e due feriti. Approfittando dei funerali di Monella, i fascisti decisero di assaltare Cevo per punire la popolazione locale sodale con la Resistenza.
Così, il 3 luglio 1944, un migliaio di repubblichini circondò Cevo con una manovra a tenaglia riuscendo ad aver ragione della ventina di partigiani che si erano spinti in paese per partecipare alle onoranze funebri del compagno morto due giorni prima. Fattisi scudo con alcune donne di Cevo, i fascisti misero a ferro e fuoco il borgo lanciando bottiglie incendiarie sui tetti delle case. Complessivamente furono distrutte 151 case, altre 48 rovinate e 12 saccheggiate; furono uccise sei persone: Cesare Monella, Francesco Biondi, Giacomo Monella, Giovanni Scolari, Domenico Rodella, Giacomina Biondi. Su una popolazione di circa 1 200 abitanti rimasero ben 800 senza tetto.
I tedeschi si arrenderanno, infine, il 18 aprile 1945 a Forno d'Allione.
Nel secondo dopoguerra, la realtà sociale del paese e la ridotta economia interna si scontrano con l'affermazione della società dei consumi e delle correlate politiche economiche nazionali. Questo sistema socioeconomico durò quasi fino alla fine del XX secolo ma negli ultimi decenni avvenne una crescente marginalizzazione nei confronti di una sempre più numerosa popolazione che fa propri i modelli di vita funzionali all'economia di mercato. Portatori di questo sistema sono gli impiegati nell'apparato statale, i piccoli imprenditori, gli occupati nell'industria idro-elettrica e nelle fabbriche della Valcamonica e gli emigrati con le loro "rimesse".
Agli inizi del XXI secolo l'attività agricola, in diverse forme, permane, fornendo una nuova possibilità per evitare lo spopolamento e il completo abbandono della campagna.

### Feudatari locali
Famiglie che hanno ottenuto l'infeudazione vescovile dell'abitato:
| Famiglia        | Stemma | Periodo  |
| Vicinia di Cevo |        | 1350 - ? |
| Della Torre     |        | 1423 - ? |

### Simboli
Lo stemma e il gonfalone sono stati concessi con decreto del presidente della Repubblica del 30 maggio 1956.
fermo su un terreno erboso. Ornamenti esteriori da Comune.»
Il gonfalone è un drappo partito di azzurro e di rosso.

### Onorificenze
Cevo è tra le città decorate al valor militare per la guerra di liberazione, insignita il 15 dicembre 1992 della medaglia di bronzo al valor militare per i sacrifici delle sue popolazioni e per l'attività nella lotta partigiana durante la seconda guerra mondiale:

## Monumenti e luoghi d'interesse

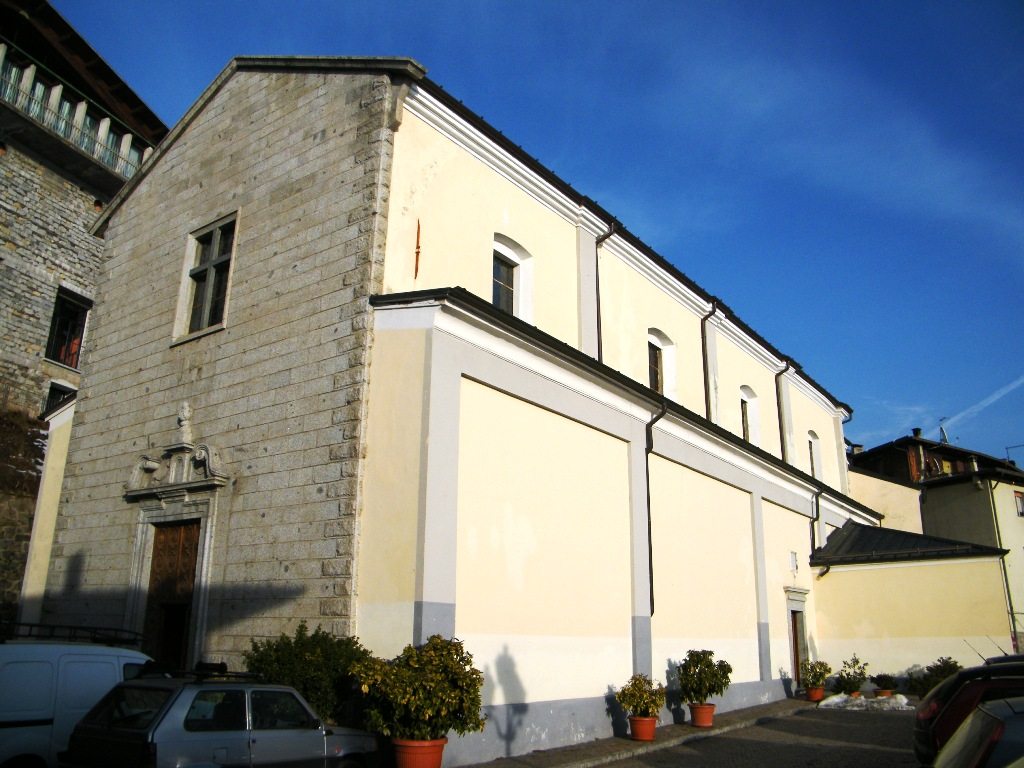
Chiesa di San Vigilio

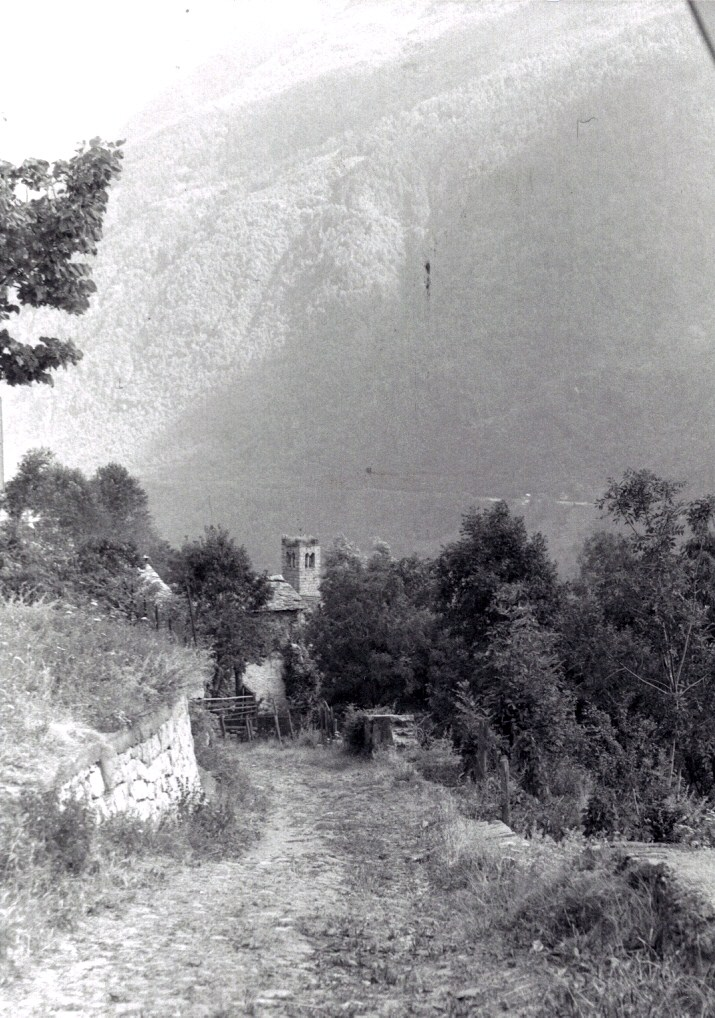
Via San Sisto

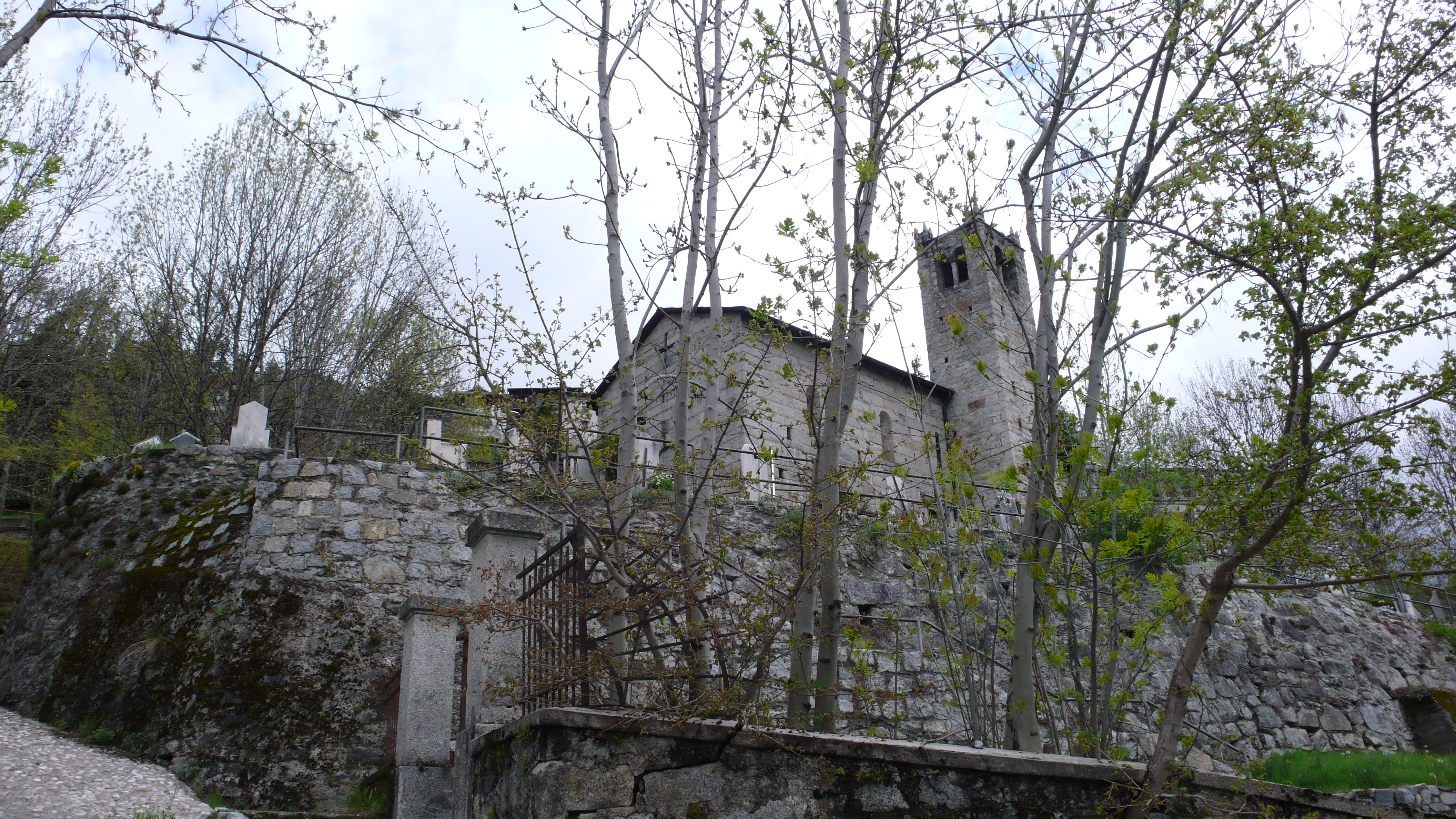
Cimitero di San Sisto visto dalla vecchia mulattiera

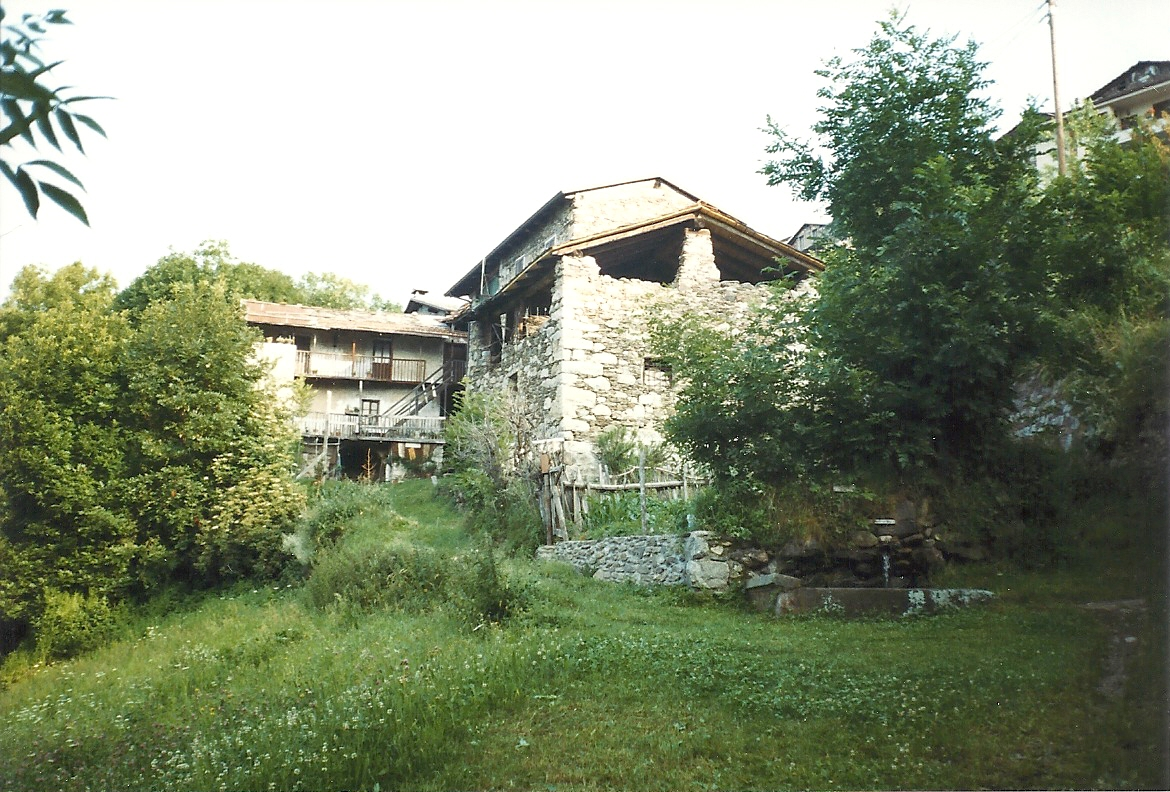
Ca dél Tròs

### Architetture religiose
Nel territorio comunale di Cevo si possono trovare numerose architetture religiose:
- Chiesa di San Sisto: in stile Romanico bresciano fu edificata nel XII secolo e ampliata nel XVI secolo; è circondata dal piccolo cimitero.
- Le Edicole (Santèle): disseminate sul territorio, la loro presenza rassicura l'anima dei viandanti.
- Parrocchiale di San Vigilio, del XVI secolo.
- Chiesa di Sant'Antonio Abate.
- Cappella della Madonna dell'Andròla, bell'esempio di tempietto rinascimentale. La prima costruzione risale al XVII secolo e restaurata nel XIX secolo su progetto di Giovanni Andrea Boldini. È costituita da un pronao a tre archi su pilastri in stile tuscanico e dalla cella templare nella quale è stata realizzata la cappella dedicata alla Madonna, affrescata dal pittore Brighenti di Clusone nel 1875.
- Santuario dedicato a Maria Ausiliatrice: consacrato il 2 settembre 1962, ubicato nell'edificio della Colonia dei Salesiani inaugurata il 26 agosto 1962.
- La Croce del Papa: fu eretta nel 2005 sul Dòs dell'Andròla dove è visibile da gran parte della media valle. Fu creata su disegno dell'artista Enrico Job in occasione della visita a Brescia di papa Giovanni Paolo II nel centenario della nascita di papa Paolo IV nel settembre del 1998.[16] Il 24 aprile 2014, il braccio in legno lamellare che sosteneva la croce si spezzò e l'enorme statua schiacciò un ragazzo di vent'anni, uccidendolo sul colpo.[17]
- Da segnalare anche il cimitero di San Sisto, caratteristico cimitero di montagna, collocato all'esterno del paese sulla mulattiera per Cedegolo. Il cimitero è diviso su due piani ricavati dai terrazzamenti dei campi e dei prati, senza deturparne il regolare disegno, e vi si conserva l'originale chiesetta romanica dedicata al papa San Sisto. [senza fonte] Il maestro Bartolomeo Cesare Bazzana, in una sua lettera ai familiari, così scriveva:

"Come già vi dissi sarò sicuramente a casa il 31 c.m. (ottobre 1963) - in tempo cioè per salutare anche per voi i nostri cari Morti partecipando alle consuete cerimonie annualmente Loro dedicate".

#### Dòs dell'Andròla (Dosso dell'Androla)
Fino agli anni ottanta il dosso dell'Androla vantava la presenza di una sciovia che consentiva la pratica invernale dello sci.

### Architetture civili
- Municipio
- Monumento ai Caduti di tutte le Guerre
- Piazzetta della Memoria della Shoah
- Monumento dei Caduti della Resistenza
- Monumento commemorativo a Musna dove il 19 maggio 1944 i fascisti uccisero Francesco Belotti e i coniugi Giovanni Monella, e Maria Scolari, con la figlia Maddalena Monella
- Opere di salvaguardia e di arredo urbano del torrente Igna
- Proseguendo per la strada che dal cimitero assume la denominazione di Via San Sisto, si raggiunge il nucleo abitativo col toponimo di Ca dél Tròs, preceduto da una fontana abbeveratoio. La località ha mantenuto le caratteristiche architettoniche e urbanistiche originali.

### Aree naturali

#### Parco regionale dell'Adamello
Il territorio del comune di Cevo si trova totalmente all'interno del Parco regionale dell'Adamello, istituito il 1º dicembre 2003. Lo scopo primario del Parco è la conservazione dell'ambiente e del paesaggio, e, conseguentemente, incrementare la sensibilità e la partecipazione degli abitanti e dei visitatori al raggiungimento di detto scopo.

#### Sistema agro-pastorale tradizionale
Il vissuto e la cultura della comunità "tradizionale" affondano le radici in secoli lontani; lo dimostrano i metodi e gli attrezzi da lavoro ancora utilizzati nel secondo dopoguerra. L'organizzazione, i valori e l'immaginario della popolazione erano connotati da aspetti di autonomia sia nei confronti di quelli espressi dagli apparati laici succedutisi nel tempo sia di quelli religiosi: il collante sociale era dato da un'organizzazione "comunitaria - consociativa", probabilmente in parte tramandata dalle "vicinie", riformata, dopo l'Unità d'Italia, dalle istituzioni nazionali (sistema democratico partecipativo, scuola, istituzioni di categoria, ecc.). Il suo fluire si può suddividere in tre periodi di seguito descritti in modo schematico e per titoli di argomenti.
Periodo invernale:
La vita si svolgeva in paese; le mucche e gli animali da lavoro erano riparati nelle stalle vicino alle abitazioni o nei fienili poco lontani; si utilizzava il fieno stoccato nei tablat generalmente sopra le stalle; gli altri prodotti usati per l'alimentazione sia umana sia animale (patate, granoturco, frumento, ecc.), conservati per tempo, erano prodotti negli appezzamenti di terreno vicino al paese; si macellava il maiale; si produceva nel caseificio comune; i greggi transumavano in pianura.
Periodo delle stagioni intermedie:
La vita si svolgeva ancora in paese; gli animali venivano riparati nelle stalle dei fienili lontani dall'abitato, ma facilmente raggiungibili, in località dove era possibile produrre il fieno; la caseificazione avveniva nelle costruzioni rurali (nei baitel).
- Alcuni toponimi dei luoghi sono: Ragù, Tö, Canet, Ėcia

Periodo della stagione estiva:
Le famiglie generalmente si dividevano: il marito e i figli più piccoli vivevano nell'alpeggio e la moglie rimaneva in paese con i figli più grandi per la fienagione (in alpeggio l'alloggio era il tablat); la caseificazione avveniva nel baitel; si tosavano le pecore; si eseguiva la fienagione, avveniva l'emigrazione stagionale.
- Località degli alpeggi: Barzabàl, Dosnùr, Musna, Ghisèla (un'altitudine da 1 300 a 1 600 m s.l.m.)
- Le mucche venivano portate nelle malghe Curt e Paret (da 1 800 a 2 000 m s.l.m.)

Le donne nella società tradizionale avevano un ruolo paritario con gli uomini, sicuramente non subalterno, sia in famiglia che anzi poteva avere connotati matriarcali, sia nella collettività, svolgendo un compito primario nella normale attività lavorativa e, a causa dell'emigrazione stagionale, quando sostituiva interamente il maschio nella conduzione della famiglia o quando era essa stessa a emigrare (in questo caso era l'uomo che si occupava di tutte le attività della famiglia).

## Società

### Evoluzione demografica
Abitanti censiti

## Cultura

### Folclore
Gli scütüm sono nei dialetti camuni dei soprannomi o nomiglioli, a volte personali, altre indicanti tratti caratteristici di una comunità. Quello che contraddistingue gli abitanti di Cevo è Barolc.

### Istruzione

#### Musei
- Museo della Resistenza Di Valsaviore

## Amministrazione

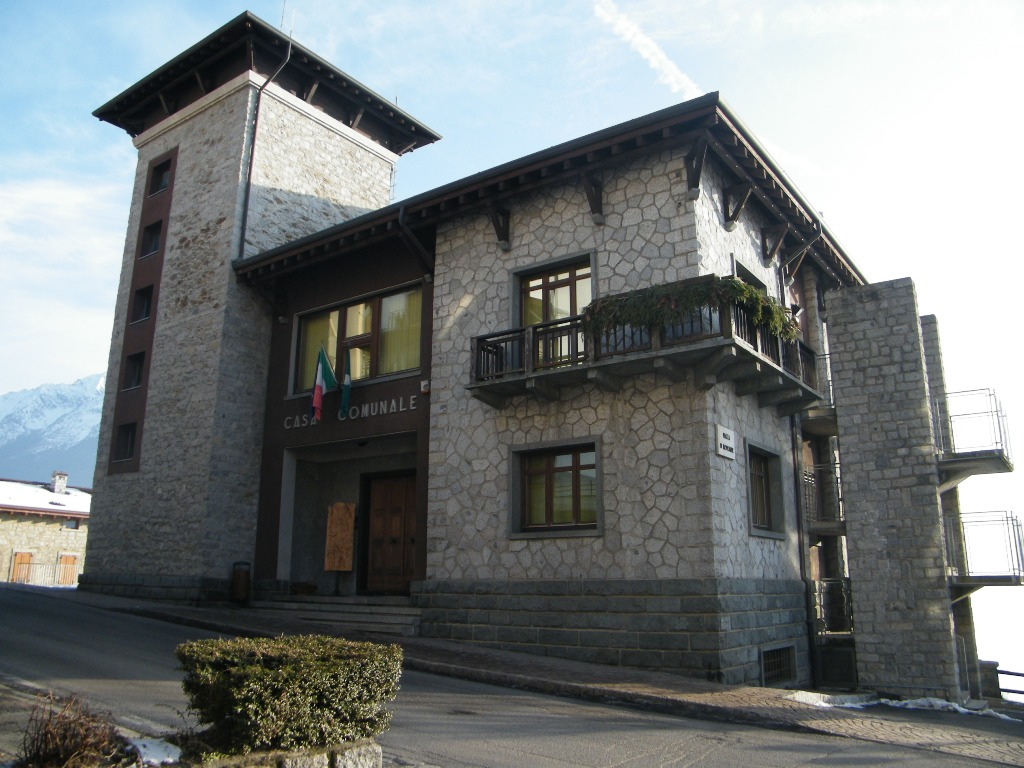
Il municipio

| Periodo        | Periodo        | Primo cittadino         | Partito              | Carica  | Note   |
| -------------- | -------------- | ----------------------- | -------------------- | ------- | ------ |
| 26 luglio 1985 | 14 giugno 1999 | Lodovico Dante Scolari  | PCI poi lista civica | Sindaco |        |
| 14 giugno 1999 | 8 giugno 2009  | Mauro Giovanni Bazzana  | lista civica         | Sindaco |        |
| 8 giugno 2009  | 10 giugno 2024 | Silvio Marcello Citroni | lista civica         | Sindaco | [ 20 ] |
| 10 giugno 2024 | In carica      | Simone Bresadola        | lista civica         | Sindaco |        |

### Unione di comuni
Cevo fa parte dell'Unione Comuni della Valsaviore, assieme ai comuni di Cedegolo, Berzo Demo, Saviore dell'Adamello e, dal 2003, Sellero.
L'unione di comuni ha sede a Cedegolo ed è stata creata il 20 agosto 1999. Ha una superficie di circa 225 km².

### Gemellaggi
- Trezzo sull'Adda

## Altre immagini

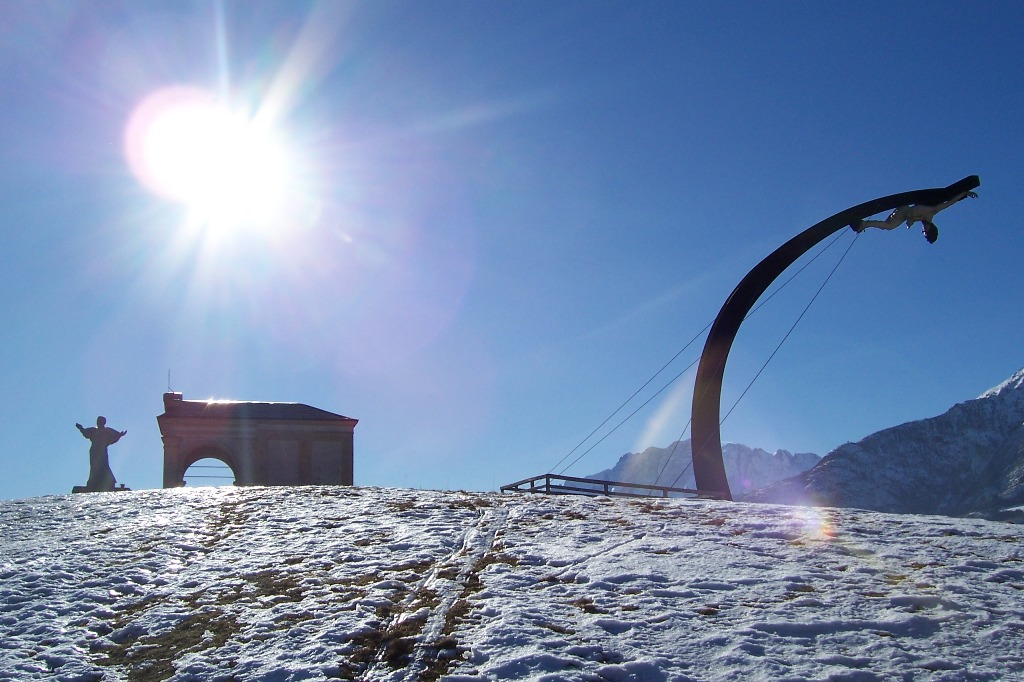
Dosso dell'Androla, croce di Giovanni Paolo II
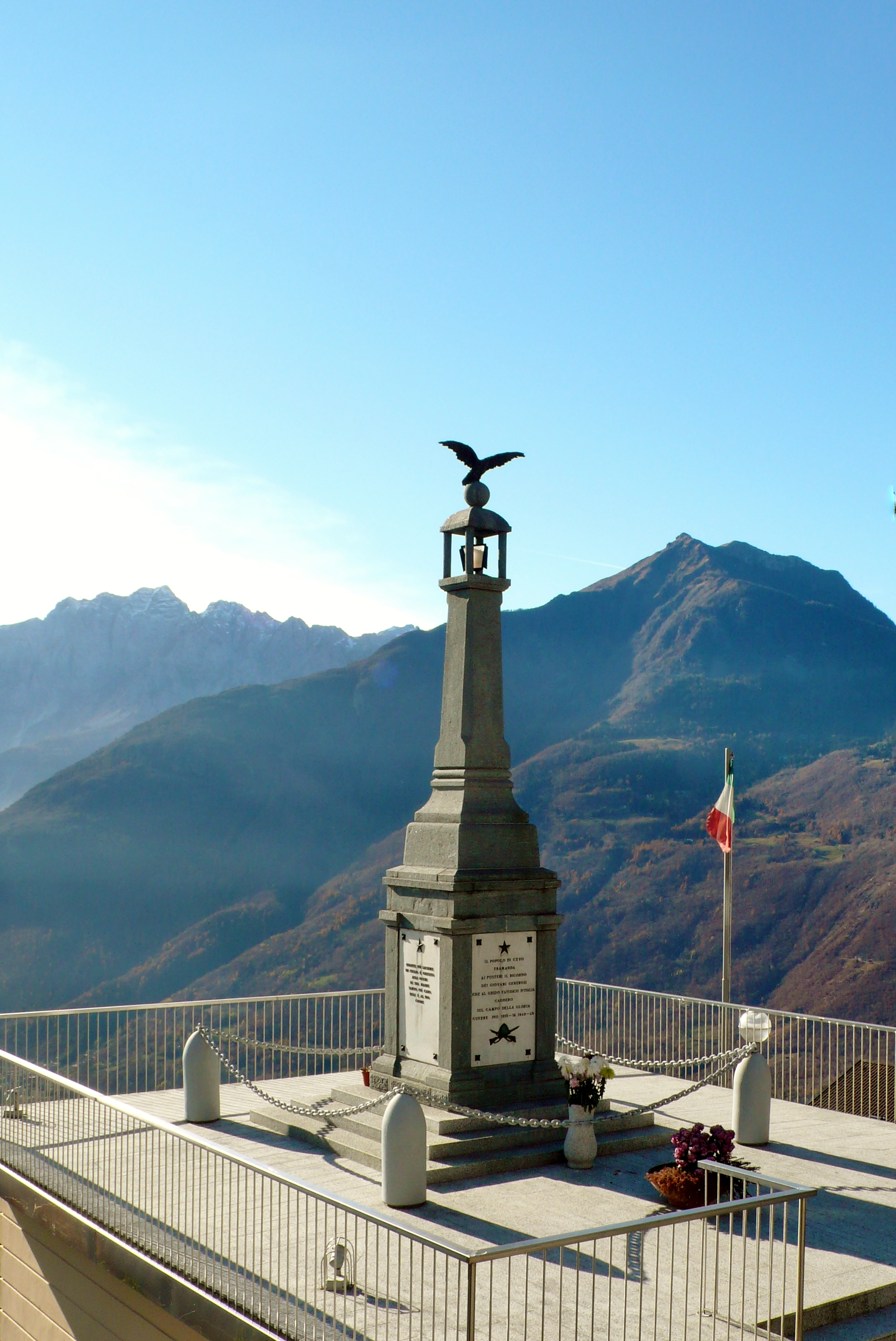
Monumento ai Caduti di tutte le guerre (progetto di Abramo Ferramonti)
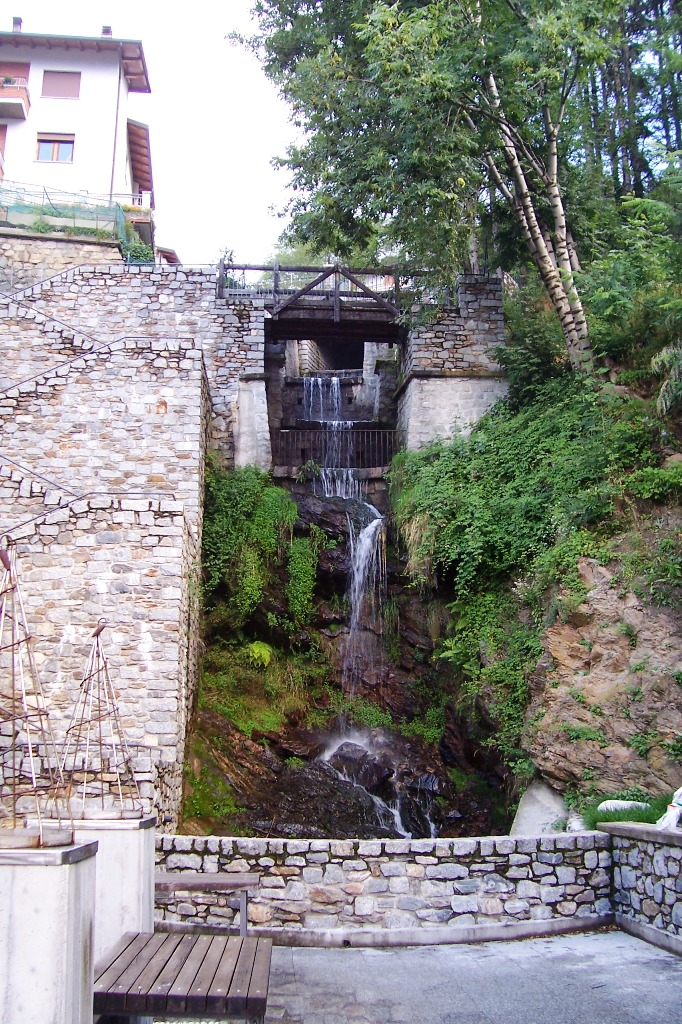
Ponte in centro al paese
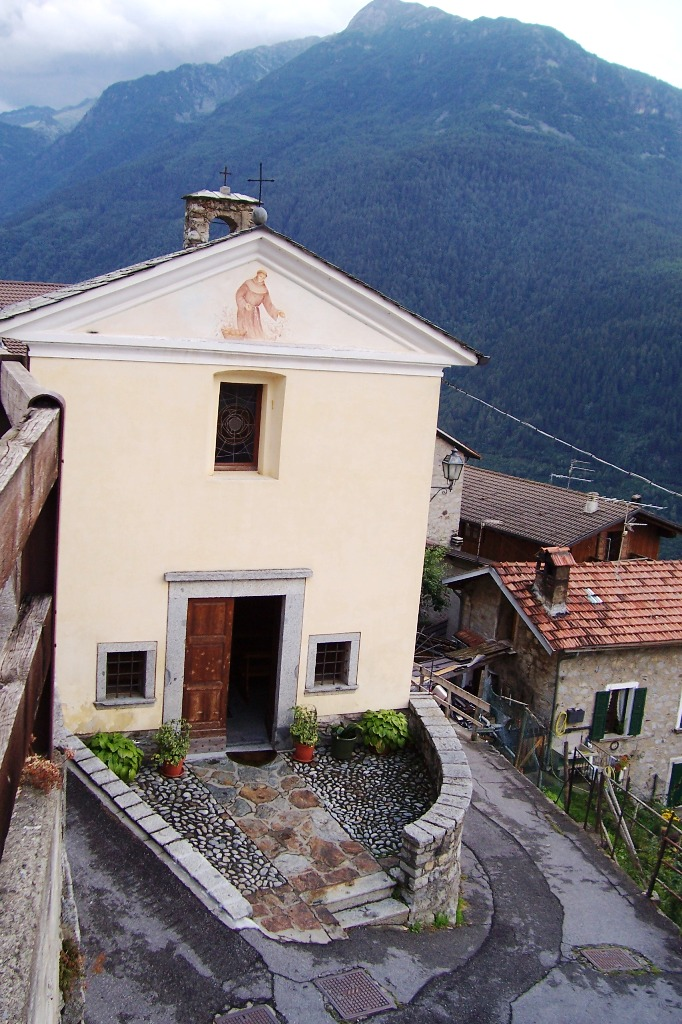
Chiesa di sant'Antonio
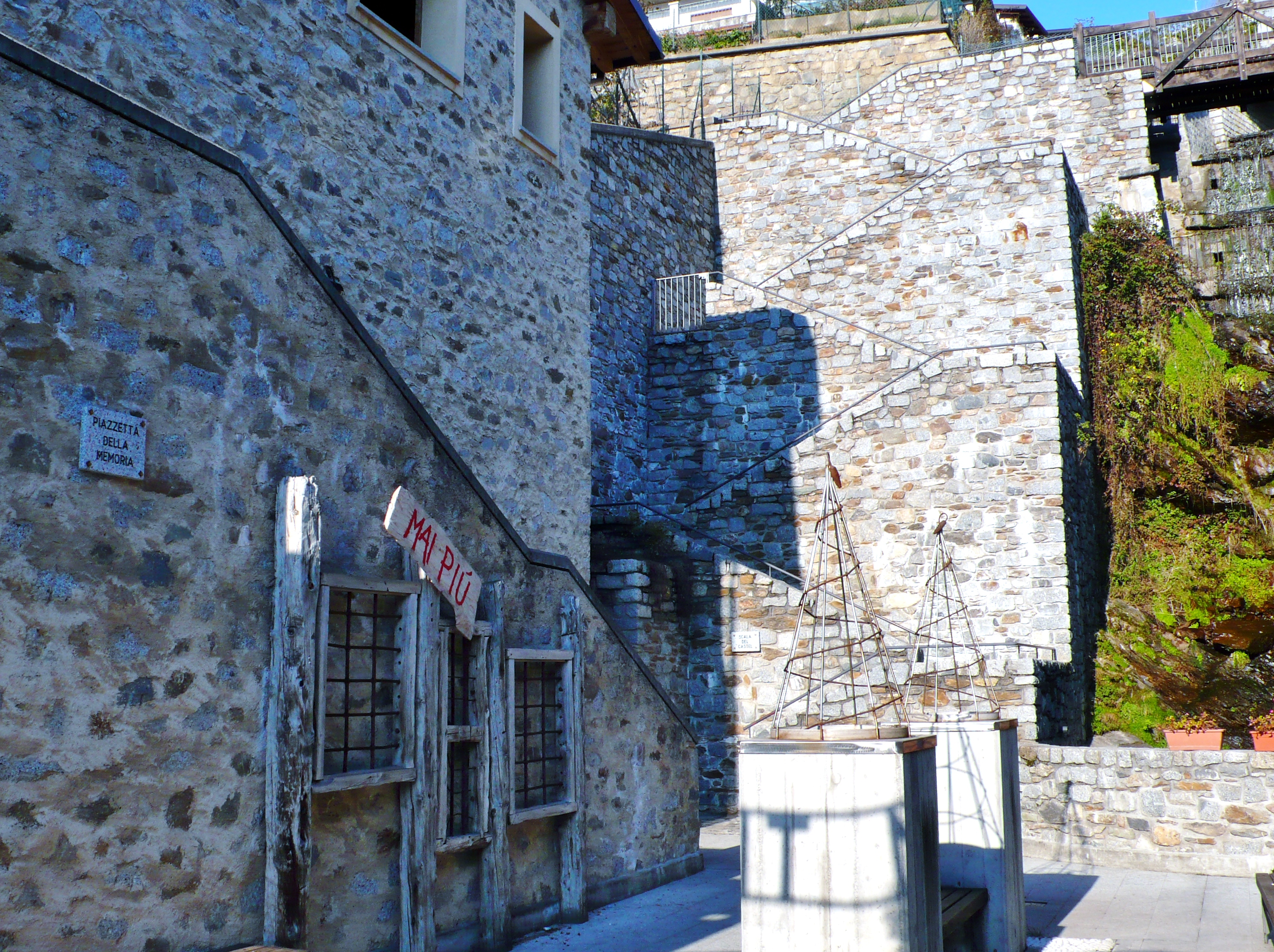
Piazza della memoria (architetto Pietro Giorgio Zendrini)
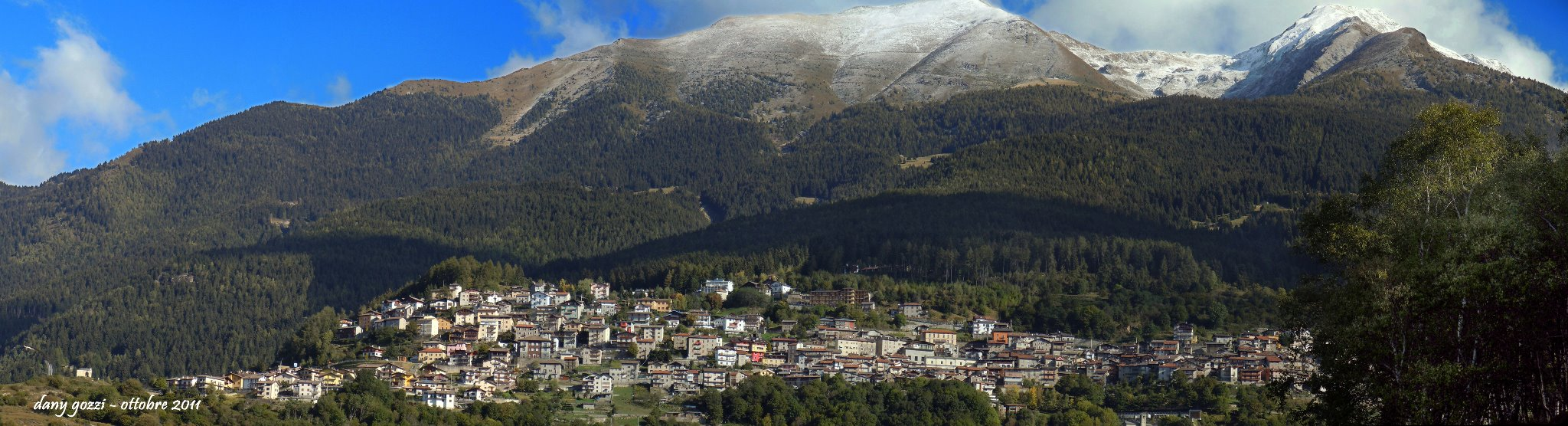
Cevo panorama dalle vasche
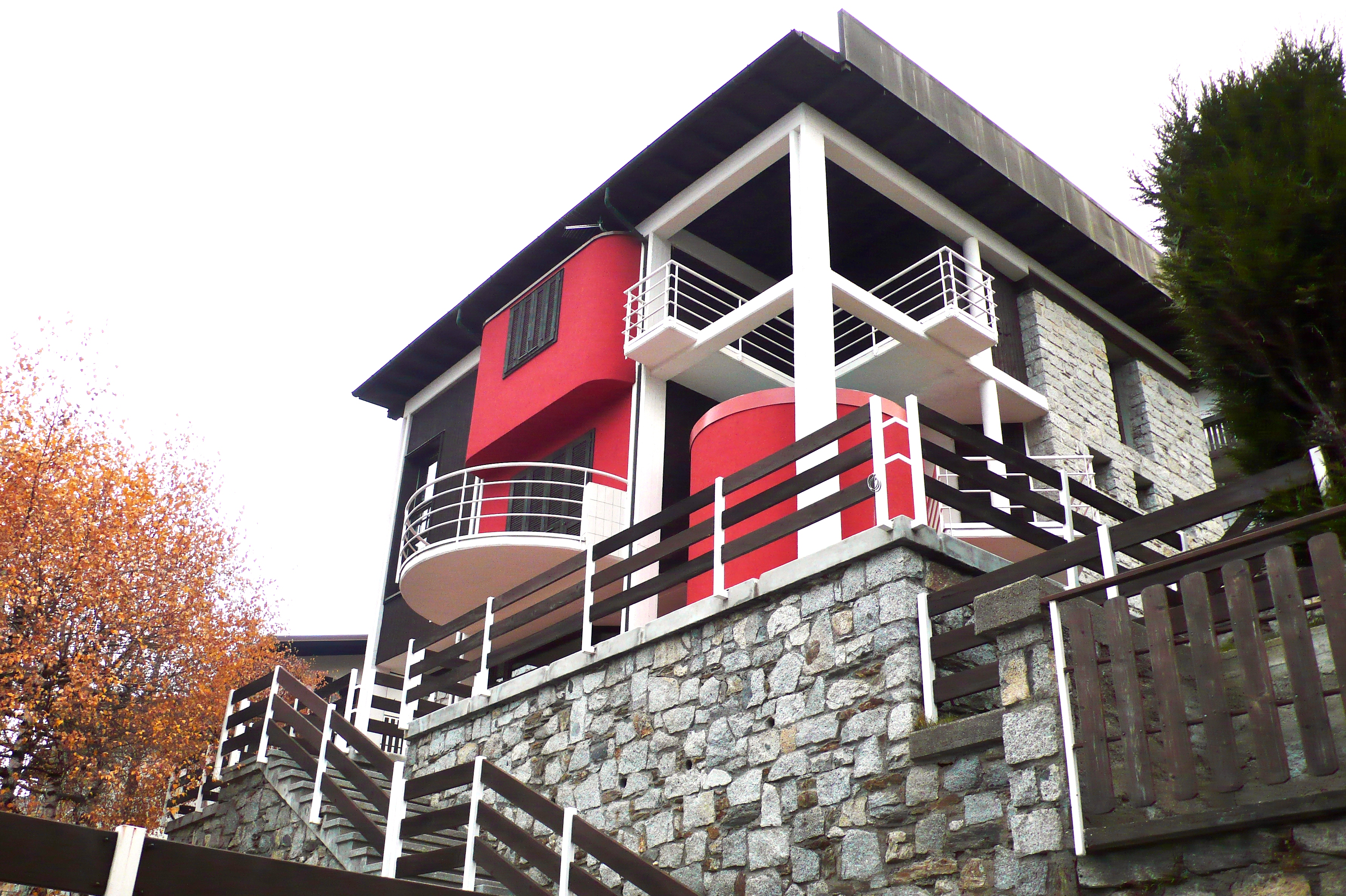
Abitazione - 1983 (architetto Pietro Giorgio Zendrini)
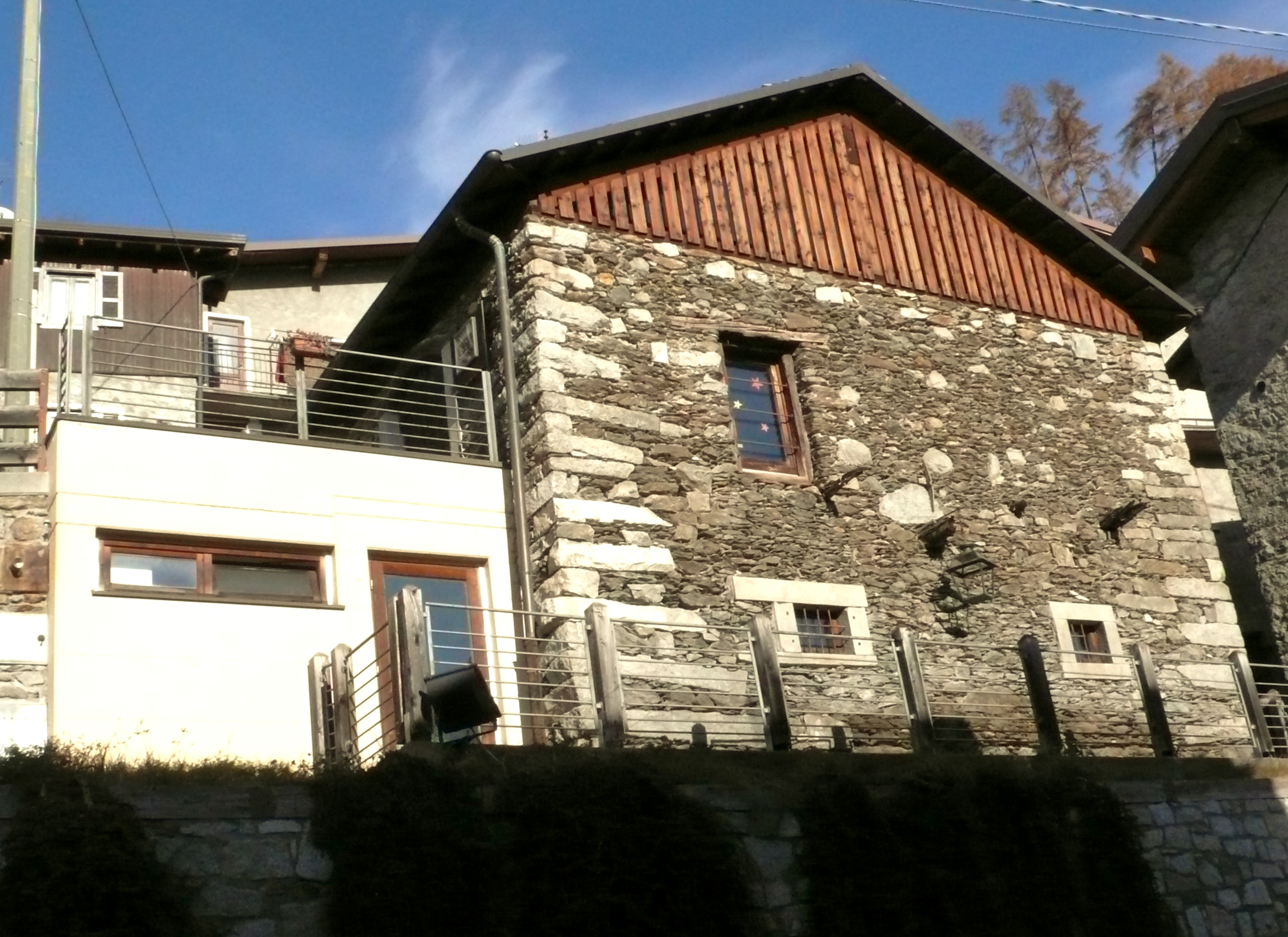
Biblioteca comunale - 1998 (architetto Pietro Giorgio Zendrini)